# 南平縣

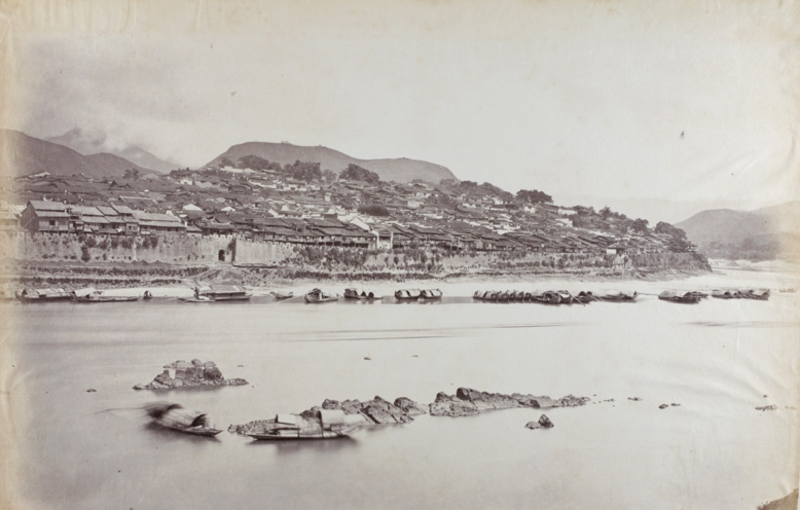
20世紀初期的南平縣

南平縣为中国旧县名，在今天的福建省南平市延平区。始建于东汉建安元年。

## 建制沿革
- 东汉建安元年（196年），析侯官县北乡置南平县。东晋太元四年（379年），改为延平县，属建安郡。南朝刘宋泰始年间（465—471年），复名南平县。唐武德三年（620年），改建州延平军。上元元年（674年），改为剑州。五代闽国时，曾改延平镇、永平镇、龙津县、镡州。天德三年（945年），复改为延平军，旋改剑州剑浦县。
- 宋太宗太平兴国元年（990年），改剑州设置南剑州，为了区别利州路的剑州。以产茶和银著名。治所在南平县（今福建省南平市延平区）。下辖剑浦县、将乐县、顺昌县、沙县、尤溪县五县。包括今福建省将乐县、顺昌县、沙县、尤溪县和三明市等地。元朝初年改为南剑路，元成宗大德六年（1302年）改为延平路。
- 明洪武元年（1368年）改延平路置延平府。辖境相当今福建省南平市和沙、金两溪中下游及尤溪流域。属福建省。清辖境南部略有缩小，大田县划出，属永春直隶州。
- 民国元年(1912年)，撤销建宁、延平、邵武3府，设北路道，延平府建置从此取消。明清两代，延平府辖境大致相同，为：东至建宁府建安县界50里，西至汀州府清流县界225里，南至福州府古田县界120里，北至邵武府邵武县界180里；东西距275里，南北距300里。[1]
- 中华人民共和国福建省1949年置第二专区，专署驻南平县（今南平市延平区）。辖南平、古田、沙县、顺昌、尤溪、将乐、建宁、泰宁、屏南9县。1950年，第二专区改称南平专区。
- 1956年，原建阳专区所属建阳、建瓯、浦城、邵武、崇安、松溪、政和、光泽、水吉9县；原永安专区所属明溪、三元2县及原闽侯专区所属闽清县划入南平专区；撤销明溪、三元2县，合并设立三明县；撤销水吉县，并入建瓯、浦城、建阳3县；析南平县设南平市。南平专区辖1市、19县。
- 1959年，将闽清县划归闽侯专区；松溪、政和2县划归福安专区。1960年，以三明县城区设三明市，由省直辖；将三明县划归三明市；撤销南平县，并入南平市。南平专区辖1市、14县。
- 2014年5月，中国国务院批复同意撤销建阳市、设立南平市建阳区的行政区划调整方案，南平市政府由延平区迁至建阳区。[2][3][4][5]2015年3月18日，建阳区政府正式挂牌成立成为南平市政府驻地。[6]2020年1月，南平市政府正式搬迁建阳区，与此同时，南平市人大常委会会议在建阳成功召开，这样有着一千多年历史的南平驻地由原南平县转去了建阳县。

### 引用
1. ↑  南平地区志，方志出版社，2004．4，ISBN 7-80192-178-X
2. ↑  . 中国新闻网. 2014-05-27  [2014-05-27]. （原始内容存档于2014-05-27） （中文）.
3. ↑  .   [2015-03-27]. （原始内容存档于2015-09-24）.
4. ↑  .   [2015-03-27]. （原始内容存档于2014-05-28）.
5. ↑  .   [2015-03-27]. （原始内容存档于2020-12-24）.
6. ↑  . 福建日报.   [2015-03-18]. （原始内容存档于2015-03-23） （中文（简体））.